# Bernd Schulte (Maler)
Bernd Schulte (* 18. August 1908 in Köln; † 23. Dezember 1972 in Kleve) war ein deutscher Maler.

## Werdegang
Bernd Schulte war in den Jahren 1932 bis 1936 Schüler von Achilles Moortgat im Bereich Malerei und Bildhauerei.
Er war Mitglied der 1936 von Hanns Lamers und Walther Brüx in Kleve gegründeten „Künstlergilde Profil“, die ab 1947 unter den Namen „Niederrheinischer Künstlerbund“ fortgeführt wurde.
Zu den weiteren Mitgliedern gehörten u. a. Achilles Moortgat,  Albert Reibmayr, Alfred Sabisch, Hermann Teuber und Rudolf Schoofs. Auch August Lüdecke-Cleve, Helmuth Liesegang, Heinrich Nauen und Joseph Beuys beteiligten sich an Ausstellungen dieser Künstlervereinigung.
Schulte machte Studienreisen in vielen europäische Länder mit Studienaufenthalten in Prag, Brügge, Honfleur, Salzburg (mehrfache Aufenthalte bei Oskar Kokoschka) und Rom. Der Rheinstrom und die niederrheinische Landwirtschaft bilden wiederkehrende Sujets. 1972 starb er nach einem Verkehrsunfall.